# Anders Alnemark
Anders Alnemark, född 15 september 1954 i Gävle, är en svensk skådespelare.
Han har jobbat med teater sedan 1972 och har medverkat i flera uppsättningar på Riksteatern och i fria grupper. 1986 startade han Teater Fredag (tidigare kallad Robinson Crusoe och Fredags Vänner) där han i dag är skådespelare, regissör och konstnärlig ledare.
1997 tilldelades Anders Alnemark priset Alfonsbokalen för föreställningen Tuppen JA!.

## Föreställningar i urval
- Anne och Zef 2011 regissör
- Gul måne 2009-2010 regissör
- Aldrig Mozart 2009-2010 regissör
- Skuld & oskuld 2007-2009 regissör
- I taket lyser stjärnorna 2005-2007 - regissör
- Hannah & Hanna 2003-2004 - regissör
- Stenar i fickan 2000-2002 - skådespelare
- Robinson Crusoe 1986-1996 - skådespelare
- Tuppen JA! - skådespelare

## Filmografi
- 1987 – I dag röd (TV-serie)
- 1989 – Förhöret
- 2007 – Snuttefilm (berättarröst)
- 2016 – Finaste familjen (TV-serie)

### Fotnoter
1. ↑  ”Anders Alnemark”. Svensk Filmdatabas. http://www.sfi.se/sv/svensk-filmdatabas/Item/?type=PERSON&itemid=209767&ref=%2ftemplates%2fSwedishFilmSearchResult.aspx%3fid%3d1225%26epslanguage%3dsv%26searchword%3dAnders+Alnemark%26type%3dPerson%26match%3dBegin%26page%3d1%26prom%3dFalse. Läst 20 september 2012.
2. ↑  ”Om Teater Fredag”. Teater Fredag. Arkiverad från originalet den 12 januari 2016. https://web.archive.org/web/20160112051307/http://fredag.info/om/omindex.html. Läst 18 januari 2016.
3. ↑  ”Uppfinningsrikedom och lek tar oss med på en poetisk resa”. Svenska Dagbladet. 28 december 2013. http://www.svd.se/uppfinningsrikedom-och-lek-tar-oss-med-pa-en-poetisk-resa. Läst 18 januari 2016.
4. ↑  ”Alfons-bokalen”. Svenska barnboksinstitutet. Arkiverad från originalet den 12 januari 2016. https://web.archive.org/web/20160112201250/http://www.sbi.kb.se/sv/Utgivning-och-statistik/Priser-och-beloningar/Priser/Alfonsbokalen1/. Läst 18 januari 2016.